# Eurya hainanensis
Eurya hainanensis är en tvåhjärtbladig växtart som först beskrevs av Clarence Emmeren Kobuski, och fick sitt nu gällande namn av Ho Tseng Chang. Eurya hainanensis ingår i släktet Eurya och familjen Pentaphylacaceae. Inga underarter finns listade i Catalogue of Life.